# Afrikaanse kampioenschappen wielrennen 2018 – Ploegentijdrit vrouwen elite
De vijfde editie van de ploegentijdrit voor vrouwen elite op de Afrikaanse kampioenschappen wielrennen werd gehouden op 14 februari 2018. De drie deelnemende selecties moesten een parcours van 40 kilometer in en rond Kigali afleggen. De Ethiopische selectie versloeg die uit Eritrea met een voorsprong van negen seconden. De Rwandese vrouwen behaalden het brons.

## Uitslag
| Plaats | Naam                                                                                          | Tijd     |
| ------ | --------------------------------------------------------------------------------------------- | -------- |
| Goud   | Ethiopië Selam Amha, Eyeru Tesfoam Gebru, Tsega Beyene, Eyerusalem Kelil                      | 1u02'38" |
| Zilver | Eritrea Mossana Debesay, Wehazit Kidane, Tighisti Ghebrihiwet, Bisrat Ghebremeskel            | + 9"     |
| Brons  | Rwanda Jeanne d'Arc Girubuntu, Beatha Ingabire, Mangifique Manizabayo, Jacqueline Tuyishimire | + 7'04"  |